# Callyspongia patula
Callyspongia patula är en svampdjursart som beskrevs av Kazuo Hoshino 1981. Callyspongia patula ingår i släktet Callyspongia och familjen Callyspongiidae. Inga underarter finns listade i Catalogue of Life.